# Pandivirilia conspicua
Pandivirilia conspicua är en tvåvingeart som först beskrevs av Walker 1848.  Pandivirilia conspicua ingår i släktet Pandivirilia och familjen stilettflugor. Inga underarter finns listade i Catalogue of Life.